# Lessico-grammatica
Si definisce lessico-grammatica sia il metodo sia la pratica di descrizione formale delle lingue sviluppati da Maurice Gross dalla fine degli anni sessanta. Realizzati contemporaneamente, metodo e pratica si incrementano reciprocamente.
La base teorica su cui si fonda il lessico-grammatica è il distribuzionalismo di Zellig S. Harris, e in particolare la nozione di trasformazione. Le notazioni convenzionali per la presentazione delle informazioni grammaticali sono quanto più possibile semplici e trasparenti. La metodologia del lessico-grammatica si ispira alle scienze sperimentali. Pone l'accento sulla raccolta dei fatti linguistici, quindi sul confronto con la realtà degli usi linguistici, dal punto di vista quantitativo (descrizione sistematica del lessico) e qualitativo (precauzioni metodologiche). Inoltre, esigenza primaria del lessico-grammatica è la formalizzazione. I risultati della descrizione devono essere sufficientemente formali da permettere un'applicazione nel trattamento automatico delle lingue, in particolare attraverso la realizzazione di analizzatori sintattici messi a punto da informatici.
Il modello formale è concepito in modo tale che i risultati della descrizione vengano presentati sotto forma di tabelle a doppia entrata, chiamate tavole o matrici, che incrociano entrate lessicali con proprietà sintattico-semantiche. I risultati ottenuti costituiscono una base di dati sintattico-semantici. L'esperienza ha mostrato che più persone o équipe possono pervenire alla cumulatività dei risultati delle loro descrizioni.

## Base teorica
La base teorica su cui si fonda il lessico-grammatica è il distribuzionalismo di Zellig Harris, di cui Maurice Gross fu allievo, e in particolare la nozione di trasformazione intesa appunto in senso harrisiano.
Le notazioni convenzionali per la presentazione delle informazioni grammaticali sono quanto più possibile semplici e trasparenti. Tale era l'intento di Zellig Harris, la cui teoria si orienta verso la superficie direttamente osservabile; in questo, si differenzia dalla grammatica generativa, solita ricorre a strutture astratte quali le strutture profonde.

## Raccolta dei fatti linguistici
La metodologia del lessico-grammatica si ispira alle scienze sperimentali. Pone l'accento sulla raccolta dei fatti linguistici, quindi sul confronto con la realtà degli usi linguistici, dal punto di vista quantitativo e qualitativo.
Quantitativamente, il lessico-grammatica comporta un programma di descrizione sistematica del lessico. Ciò implica un lavoro su vasta scala, realizzabile da parte di équipe e non di singoli studiosi. La ricerca esclusiva di regole sintattiche generali, indipendenti dal materiale lessicale a cui si applicano, è indicata come una vera e propria impasse. Altra differenza rispetto alla grammatica generativa, che avvalora la nozione di generalizzazione.
Qualitativamente, per assicurare una buona riproducibilità delle osservazioni, e in particolare per contrastare i rischi legati agli esempi costruiti, vengono adottate delle precauzioni metodologiche. La prima consiste nel considerare la frase elementare come l'unità semantica minima. In effetti, una parola acquisisce un determinato senso solo in un certo contesto; inserendo poi una parola in una frase, si ha il vantaggio di manipolare una sequenza che può essere giudicata accettabile o inaccettabile. È stata questa la condizione imprescindibile per stabilire che delle proprietà sintattico-semantiche fossero definite con un grado di precisione tale che avesse senso rapportarle al lessico considerato nella sua totalità.
Delle precauzioni che si sono evolute di pari passo con il progresso tecnologico: così, a partire dai primi anni novanta, l'équipe impegnata nella ricerca ha potuto far ricorso sempre più facilmente alla scelta di esempi attestati in corpora. Questa nuova precauzione si è semplicemente aggiunta alle precedenti, rendendo il lessico-grammatica un metodo che riprende sia la linguistica introspettiva sia la linguistica dei corpora, un po' come aveva preconizzato Fillmore. I progetti americani FrameNet e VerbNet testimoniano del resto una relativa convergenza verso obiettivi vicini a quelli del lessico-grammatica.

## Formalizzazione
Esigenza primaria del lessico-grammatica è la formalizzazione. I risultati della descrizione devono essere sufficientemente formali da permettere:
- una verifica tramite confronto con l'uso reale;
- un'applicazione nel trattamento automatico delle lingue, in particolare attraverso la realizzazione di analizzatori sintattici messi a punto da informatici.
L'esigenza di formalizzazione si manifesta attraverso l'adozione di un modello discretizzato della sintassi e della semantica. In tal modo, l'accettabilità è modellizzata da una proprietà binaria: per i bisogni della descrizione, una frase è considerata o accettabile o inaccettabile, secondo le stesse modalità e per gli stessi motivi teorizzati dalla grammatica generativa. Anche l'ambiguità lessicale è rappresentata separando con cura ogni parola in un numero intero di entrate lessicali, distinte l'una dall'altra come se fossero entrate di parole morfologicamente diverse (per esempio, i differenti significati di mancare corrispondono ad entrate diverse).
Le proprietà sintattico-lessicali delle entrate (ad esempio le strutture frastiche in cui può comparire un dato verbo, o la distribuzione del soggetto) formano una lista confrontata sistematicamente con tutte le entrate. Esse sono identificate da intestazioni abbastanza informali del tipo {\displaystyle N_{0}\,V\,N_{1}\,W\,=\,N_{1}\,V\,W}, che rappresenta una trasformazione tra due strutture frastiche (o costruzioni sintattiche) derivanti da una stessa entrata lessicale. La nozione di entrata lessicale non è quindi confusa con quella di costruzione sintattica. Per questo, si evita il termine di “quadro di sottocategorizzazione”, spesso usato nel contesto di modelli che tendono a considerare le due nozioni in rapporto di biiezione.
Nell'ambito del lessico-grammatica, le decisioni riguardo alla classificazione (“sottocategorizzazione”) di un'entrata si fondano a priori sull'insieme delle costruzioni sintattiche che derivano dall'entrata, non su una sola costruzione (“quadro”). Infine, vengono mantenute soltanto le proprietà per le quali esiste un procedimento in grado di determinare in modo sufficientemente affidabile se una data entrata la possieda o no. Tale procedura è determinata per via sperimentale testando la riproducibilità dei giudizi di accettabilità su un vasto vocabolario.
Le proprietà, dunque, sono modellizzate come binarie e non come dei continuum. Dato questo modello formale, il carattere essenziale della descrizione di una lingua consiste nello specificare le proprietà delle entrate. I risultati della descrizione assumono così, in modo del tutto naturale, la forma di tabelle a doppia entrata, chiamate tavole o matrici, che incrociano entrate lessicali con proprietà sintattico-semantiche. La descrizione della struttura delle frasi implica l'identificazione di un insieme di argomenti caratteristici di ogni entrata predicativa; in particolare, si applicano dei principi per distinguere gli argomenti (soggetti e oggetti o complementi essenziali) dai complementi avverbiali (o circostanziali).

## Risultati
I risultati ottenuti con l'applicazione di questi principi metodologici da parte di alcune decine di linguisti per alcune decine di anni, costituiscono una banca dati sintattico-semantica per il trattamento delle lingue. La sua qualità è facilmente valutabile se si tiene conto:
- del suo volume, quantificabile dal numero di entrate;
- della ricchezza dei fenomeni linguistici che prende in considerazione, quantificabile dal numero di proprietà;
- del suo grado di formalizzazione.

Per il francese sono state definite oltre 75 000 entrate; seguendo lo stesso modello, sono state realizzate descrizioni più o meno considerevoli di una decina di altre lingue, tra cui spiccano l'italiano, il portoghese, il neogreco e il coreano.
Nell'ambito del lessico-grammatica, a partire dagli anni Settanta, sono stati realizzati e pubblicati vari lavori sui sostantivi predicativi, e dagli anni Ottanta, anche sulle espressioni fisse (o polirematiche).
La nozione di sostantivo predicativo, mutuata da Zellig Harris, parte dall'idea che se, per esempio, il verbo studiare è analizzato come predicato nella frase Max studia le eclissi, è naturale analizzare il sostantivo studio (o la sequenza fare uno studio) come predicato nella frase Max fa uno studio sulle eclissi. In tal caso, il sostantivo in questione è detto predicativo; il verbo che l'accompagna, fare, è definito verbo supporto. Questa idea è stata applicata sistematicamente nell'ambito del lessico-grammatica a partire dagli anni settanta.
Gli addetti ai lavori sul lessico-grammatica parlano di frasi fisse quando un'espressione (ad esempio parola d'ordine) possiede proprietà specifiche (in questo caso il senso) che le permettono di costituire un'entrata lessicale, nonostante sia costituita da più elementi (parola, di e ordine) che, in un modo o nell'altro, possono essere considerate come parole. A partire dagli anni Ottanta è stato intrapreso un programma sistematico di descrizione di queste espressioni nell'ambito del lessico-grammatica.

## Cumulatività
Queste esperienze hanno mostrato che più studiosi o più équipe possono pervenire a risultati identici. La riproducibilità assicura la cumulatività delle descrizioni e si tratta di un risultato cruciale per il futuro del trattamento delle lingue: la qualità dei dati che deve essere accumulata e rappresentata in un modello coerente è tale da richiedere la cooperazione di numerose e équipe di ricerca e sviluppo, e i loro risultati devono poter essere riuniti senza che sia necessario riscrivere parti sostanziali della grammatica e del lessico di ogni lingua. Un'esigenza difficile da soddisfare, in quanto si conoscono pochi esempi di grammatiche di dimensioni significative che non siano opera di un solo specialista.